# Bouligneux
Bouligneux är en kommun i departementet Ain i regionen Auvergne-Rhône-Alpes i östra Frankrike. Kommunen ligger  i kantonen Villars-les-Dombes som ligger i arrondissementet Bourg-en-Bresse. Kommunens areal är 26,09 km². År 2022 hade Bouligneux 323 invånare.

## Befolkningsutveckling
Antalet invånare i kommunen Bouligneux
Referens: INSEE